# Fundação Casa de Rui Barbosa
A Fundação Casa de Rui Barbosa é uma instituição vinculada ao Ministério da Cultura, localizada no Rio de Janeiro, no bairro de Botafogo, situado à Rua São Clemente, 134. A instituição tem como origem um museu-casa, o Museu Casa de Rui Barbosa, criado pelo Decreto n.º 17.758, de 4 de abril de 1927 e inaugurado em 13 de agosto de 1930, localizado em uma das chácaras urbanas mais antigas da cidade, onde viveu o jurista, político, advogado e intelectual brasileiro Ruy Barbosa de Oliveira, de 1895 a 1923. De acordo com a definição do Conselho Internacional de Museus (ICOM): “Museus-Casas são edifícios históricos que já foram habitados e estão abertos ao público para exibir mobiliário e coleções originais de interesse histórico, cultural e etnográfico, preservando o espírito dos antigos donos e a memória da comunidade”.
Em 1966, o Museu Casa de Rui Barbosa teve sua personalidade jurídica alterada pela Lei nº 4.943 de 6 de abril de 1966, sendo transformado em Fundação Casa de Rui Barbosa.
Além de abrigar o acervo museológico e a biblioteca original da residência do jurista, é uma das mais importantes instituições brasileiras de cultura e preservação de documentos, com acervos documentais inscritos no Registro Nacional do Programa Memória do Mundo da UNESCO, que reconhece patrimônios documentais de significância internacional, regional e nacional, e acervos literários, iconográficos, correspondências e originais de escritores brasileiros como Carlos Drummond de Andrade, João Cabral de Melo Neto, Clarice Lispector, Cornélio Pena, Maria Clara Machado, Manuel Bandeira, Antônio Sales, Cruz e Sousa, Antônio Calado, Vinicius de Moraes, Fernando Sabino, Rubem Braga, Dalcídio Jurandir, entre outros.
De acordo com o site oficial da Fundação, a principal missão é: "O desenvolvimento da cultura, da pesquisa e do ensino, a divulgação e o culto da obra e vida de Ruy Barbosa" e atividades de preservação e pesquisa nas áreas de museologia, arquitetura, urbanismo, arqueologia e educação, além promover cursos, oficinas e projetos culturais.

## Origem e história

Jardim e fachada principal do Museu Casa de Rui Barbosa entre 1910 e 1920.

A instituição tem sua origem pela vontade de perpetuar o legado e acervo do jurista e político Ruy Barbosa pelo governo federal. Nascido na Bahia em 1849, Ruy Barbosa mudou-se para o Rio de Janeiro em 1879, ao ser eleito para a Assembleia Legislativa da Corte Imperial, onde se fixou até o fim de sua vida. Barbosa era uma figura muito conhecida e de grande destaque nacional, tanto ao longo de sua vida como também postumamente. Ao comprar a casa na Rua São Clemente, mudou-se em 1895 com sua esposa, Maria Augusta Ruy Barbosa (de sobrenome Viana Bandeira, quando solteira) e os seus cinco filhos, residindo no local até a sua morte, em março de 1923. Após seu falecimento, deu-se início o processo do governo pela aquisição de sua propriedade tanto física (sua residência, móveis e objetos, etc.) como intelectual (todas as obras e documentos feitos pelo ex-advogado). No ano seguinte, o governo, na época presidido por Arthur da Silva Bernardes, que autorizou e liberou a verba pelo Decreto nº 4789 de 02 janeiro de 1924, sendo adquirido apenas a casa, os livros, os manuscritos, arquivos e a propriedade intelectual de Ruy Barbosa. O restante dos pertences, como móveis e objetos pessoais, não foram adquiridos, obrigando os descendentes de Ruy a organizar um leilão para a venda dos objetos restantes. Mas foi somente em 1928, com o Decreto nº 5.666 de 5/11/1928, assinado pelo presidente Washington Luís, que foi autorizada a compra e a recuperação de mobiliário e itens que ainda estavam sob posse da família Barbosa, para a instalação da "Casa de Ruy Barbosa".
Diante da representação da figura de Ruy Barbosa para o público, cada cômodo da casa recebeu o nome de algum momento marcante da vida pública do político, escolhidos pelo presidente Washington Luís. Os cômodos receberam nomes referentes a momentos importantes na política e no direito e na vida privada do jurista, como: Sala de Haia (corresponde ao escritório de Ruy Barbosa), Sala Habeas Corpus (corresponde ao quarto do casal), Sala Maria Augusta (corresponde ao quarto de vestir de Maria Augusta - esposa e viúva de Ruy), Sala Pró-Aliados (corresponde a sala de visitas), Sala da Federação (corresponde a sala destinada a bailes e recepções), Sala Buenos Aires (corresponde a sala de música, onde eram se realizados os saraus), Sala Civilista (corresponde a um dos anexos da biblioteca e o lugar preferido de Ruy para trabalhar, recebendo o apelido de “gabinete gótico”), Sala da Constituição (corresponde à biblioteca, por conta da sua contribuição na primeira Constituição Republicana do Brasil, na qual Barbosa exercia a função de Ministro da Fazenda, cargo que ocupou entre 1889-1890), Sala do Casamento Civil (corresponde ao quarto de vestir de Ruy Barbosa), Sala do Código Civil (corresponde ao um segundo escritório particular de Ruy, com a escrivaninha onde o jurista revisou o Código Civil brasileiro de 1916), Sala João Barbosa (corresponde a sala íntima onde recebia convidados após o jantar), Sala Bahia (corresponde à sala de jantar quando havia convidados), Sala Questão Religiosa (corresponde a sala para refeições íntimas) e Sala Queda do Império (corresponde ao escritório do seu genro Batista Pereira e, depois, quarto de dormir do seu filho João), Sala Dreyfus (corresponde ao refeitório dos criados, depois transferido para o espaço situado abaixo da cozinha), Sala do Estado de Sítio, Sala da Instrução Pública e Sala da Abolição (correspondem aos cômodos do sobrado que foi posteriormente ocupado por sua filha Maria Adélia e  seu marido Antônio Batista Pereira, após o casamento).

No dia 13 agosto de 1930 foi inaugurada a Casa de Rui Barbosa pelo Presidente Washington Luís. A inauguração contou com a viúva do jurista Maria Augusta Ruy Barbosa ao seu lado e o Senador João Mangabeira, que realizou o discurso oficial de abertura da casa.
"Foi essa crença nas forças eternas, foi essa fé na supremacia das forças morais, que te levou, grande morto, a trabalhar mais do que os outros. Não trabalhaste em vão! Esta casa, testemunha muda de teus trabalhos, de tuas vigílias e de teus sacrifícios, a nação transformou-a num templo, santificando-o para o culto da democracia e da lei. De ora avante, será aqui que virão pedir inspirações, beber ensinamentos, reacender a chama da fé bruxoleante, os amigos do direito, os defensores da liberdade, os devotos da lei, os sacerdotes da justiça! Nesta casa se revirá todos os dias tua Pátria, orgulhosa do monumento que, à tua própria glória, fundaste com as tuas mãos.”
Desde a criação da casa-museu, a principal preocupação dos organizadores foi manter a memória do proprietário e toda a sua família com a realização de um trabalho extenso e cuidadoso de coleta e interpretação de fatos que se quer manter e, principalmente, conservar toda a vida de um possível esquecimento ao longo dos anos, usando como suporte os objetos, bens e acervo de Ruy e a sua família.
Em 2020, o governo iniciou processos para extinguir a Fundação, para transformá-la em um museu. Tal atitude gerou uma nota de repúdio do Fórum dos Servidores da Cultura.

## Características

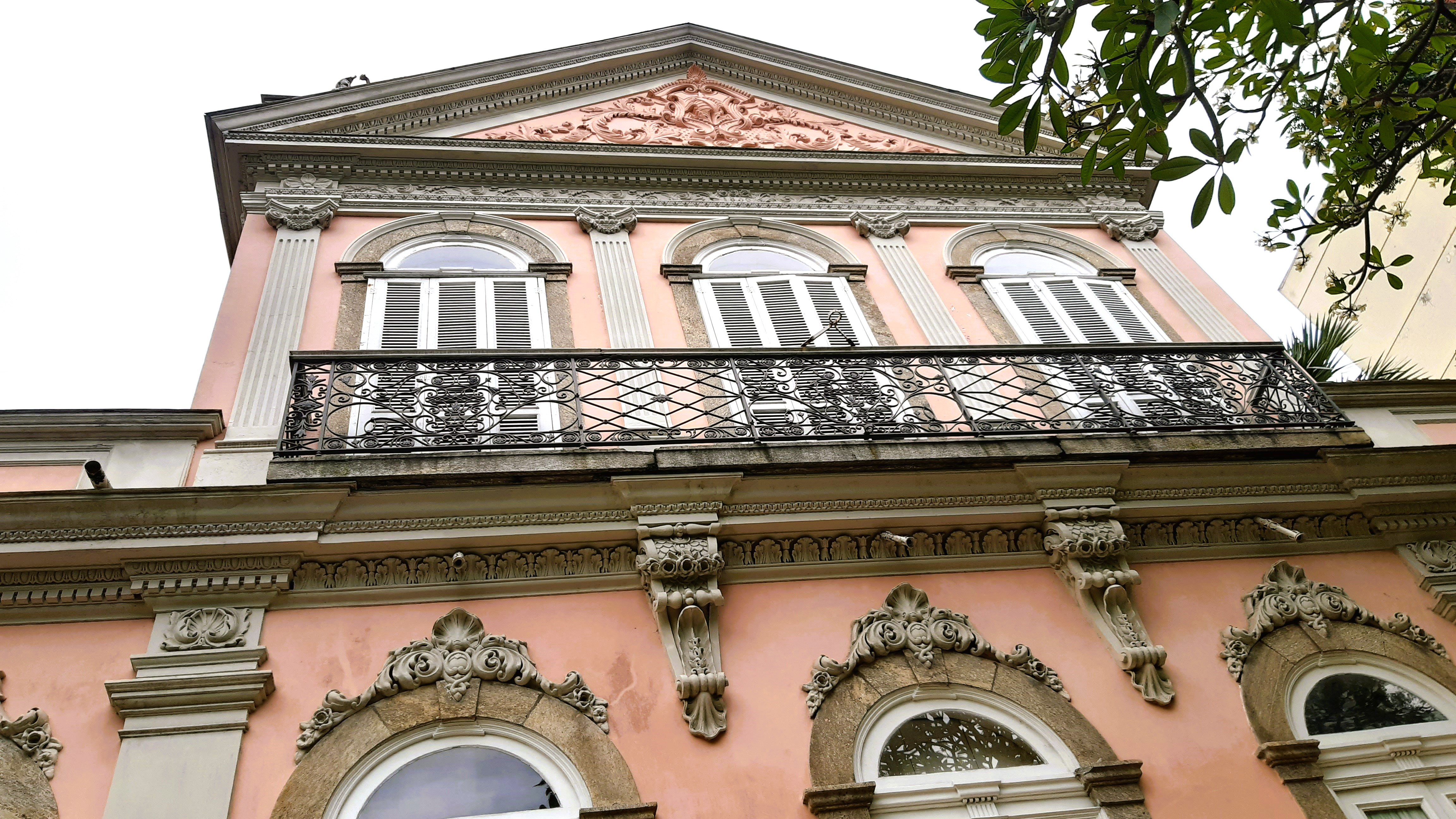
Detalhes da fachada principal do Museu Casa de Rui Barbosa

### Arquitetura
A Casa-Museu, datada do século XIX, possui estilo neoclássico, com frontão triangular com decorações em baixo relevo; vãos em arco pleno e platibandas ornamentadas por esculturas. Possui estruturas características da segunda metade do século XIX, como cantarias de pedra, cobertura com telhas francesas, argamassas à base de cal, além de elementos como varandas de ferro e clarabóias de ferro e vidro, elementos industrializados e importados.
O jardim da casa-museu é uma parte importante da Fundação Casa de Rui Barbosa. Quando a casa foi adquirida pelo governo federal, houve a destruição de uma parte do jardim com o objetivo era abrir uma rua de ligação entre a Rua São Clemente e a Rua Assunção e foi realizado pela Prefeitura do Rio de Janeiro. A intervenção foi sanada quando Washington Luís tomou posse como Presidente da República, em 1926. Mas em 1930, quando estava prestes a ser inaugurada, o jardim passou por uma grande restauração, em parte para torná-lo um jardim público e também para reconstruir o que havia sido destruído quatro anos antes.Mesmo sendo o jardim original, ele sofreu diversas revitalizações ao longo dos anos, principalmente em 2016. Possui 6.000 m² de área e foi um dos locais de lazer da família Barbosa. No jardim, o escritor exercia o seu amor pela jardinagem. Até hoje o espaço preserva árvores plantadas pelo próprio Ruy Barbosa. A principal revitalização que o jardim sofreu foi, na verdade, o primeiro projeto no Brasil a seguir os moldes propostos pela Carta de Florença da Organização das Nações Unidas para Educação, Ciência e Cultura (UNESCO) e também pela Carta dos Jardins Históricos Brasileiros.
A Carta de Florença foi redigida no começo da década de 80 pelo Comitê Internacional de Jardins e Sítios Históricos, a carta estabeleceu a importância e a definição de um jardim histórico e também a importância da conservação de espaços assim. Mas em 2010, foi elaborada uma carta com as mesmas propostas, referente à preservação desses jardins no Brasil. Foi chamada de Carta de Juiz de Fora e buscou aprofundar o trabalho e realizações da Carta de Florença, além de adaptar seus parâmetros para a realidade brasileira.

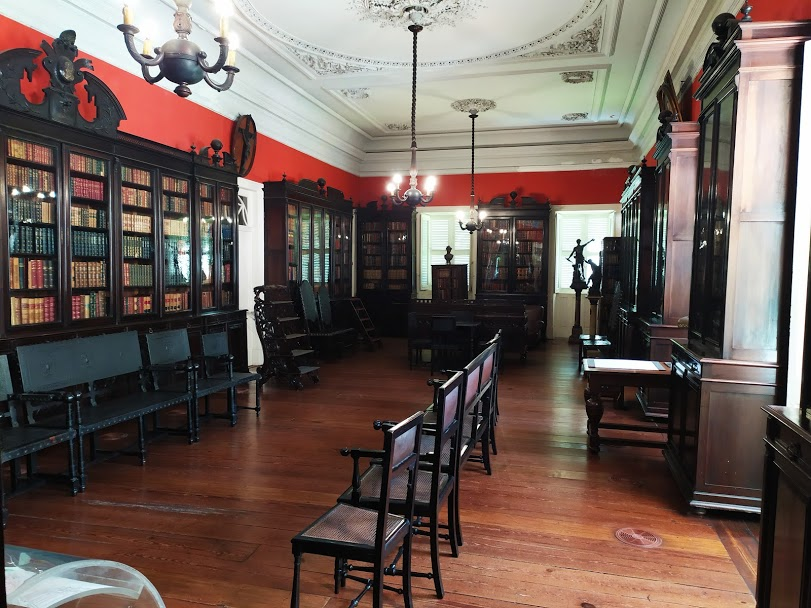
Biblioteca no Museu Casa de Rui Barbosa

O cômodo de maior importância da Casa é, provavelmente, a biblioteca de Ruy Barbosa. Composta por quatro salas anexas uma à outra e é nomeada como Sala Civilista, relembrando a candidatura de Barbosa à presidência da república. Sua arquitetura e decoração lembra um gabinete gótico, justamente pelos móveis compostos na sala que remetem às catedrais góticas europeias. Conhecido por ser muito estudioso e amante de livros, da maior parte do tempo que passava em casa, o intelectual passava em sua biblioteca, lendo ou estudando. É na biblioteca que é arquivado a coleção bibliográfica que Ruy Barbosa acumulou durante a sua vida. Há uma sala anexa à biblioteca, nomeada Sala Código Civil, e relembra um momento muito importante na carreira de Ruy Barbosa, quando o político contribui com a correção ao Código Civil vigente na época, que acabou ficando bastante conhecido por conter mais de 100 emendas ao documento original.

## Acervo
A Fundação Casa de Rui Barbosa é conhecida por sua tradição no campo da preservação e arquivamento de documentos desde a sua existência. O arquivo Rui Barbosa é constituído de cerca de 60 mil documentos que produziu ao longo de sua vida e que traduziram tanto a sua vida pública quanto a privada. Além do conjunto arquivo Rui Barbosa, há também o conjunto que é constituído por documentos em decorrência das atividades e projetos da casa: O acervo arquivístico institucional; o acervo bibliográfico de apoio às linhas de pesquisa da Fundação; a coleção de cordéis e a Biblioteca Infanto-juvenil Maria Mazzetti. E o mais recente conjunto documental está reunido no Arquivo-Museu de Literatura Brasileira, que é um acervo é composto por arquivos pessoais de diversos escritores brasileiros, na maioria, pertencentes da escola modernista (todas as gerações). Arquivos pessoais de Manuel Bandeira, Clarice Lispector, Carlos Drummond de Andrade, Vinícius de Moraes, entre outros e também encontram-se na instituição arquivos pessoais de Antônio Sales e de Cruz e Sousa - escritores representantes do parnasianismo e simbolismo, respectivamente.

### Acervo digitalizado
O site da fundação foi uma das principais iniciativas para difundir acesso ao arquivo e ao acervo, principalmente para quem não tem fácil acesso à Fundação. Foi lançado em 2006 e, desde então, é uma das principais ferramentas para consulta de referências. Desde 1998, houve a implementação de uma política de informatização com o objetivo foi criar uma única base de dados com os diversos acervos: Bibliográfico, o arquivístico e o museológico. E assim, os registros dos vários tipos de documentos são unidos em apenas um meio de acesso.
O método utilizado para arquivação e digitalização de todo o acervo foi o metadados, com o objetivo de facilitar a manutenção e otimizar os resultados de busca por algum arquivo e contém informações que discriminem os campos de autor, título, local, data e para cada campo específico, com informações como: nome do campo, descrição do campo, tipo de dados, formato, assim como qualquer informação que seja pertinente à sua recuperação.
O modelo utilizado para a montagem de base de dados do acervo digitalizado é o USMARC (Machine Readable Cataloging), que é um formato bibliográfico usado para processamento computadorizado composto por grupos de normas para identificar e armazenar as informações. Todo o armazenamento é feito por estruturas de campos de registro como título, assunto, etc., e permite o controle de documentos e objetos museológicos dentro do sistema. O formato utilizado é o Micro-Isis que é uma ferramenta de apoio para gerir bases de dados bibliográficas.
O objetivo do armazenamento e do metadados são simples: Digitalizar arquivos antigos para evitar sua perda e degradação, dar fácil acesso à quem não pode visitar a instituição pessoalmente e perpetuar obras com representação do conteúdo das informações disponibilizadas para a recuperação da informação. Assim, ela não se degrada com o tempo.

## Centro de Memória e Informação (CMI)
O Centro de Memória e Informação é responsável pela aquisição, preservação, organização, guarda, pesquisa e difusão do patrimônio. Também, desenvolve pesquisas nas áreas de sua atuação e promove eventos científicos e culturais.
Para dar conta deste leque de atribuições, o CMI compõe-se de três serviços e duas divisões: Serviços:  Arquivo Histórico e Institucional (SAHI); Bibliotecas e Setor de Preservação (SEP); além do Núcleo de Preservação Arquitetônica (NPArq), vinculado ao Gabinete do CMI. As divisões são as de Arquivo-Museu de Literatura Brasileira (AMLB) e a de Museu Casa de Rui Barbosa.
Sua criação aparece, pela primeira vez, no Decreto nº 4.812 de 19/08/2003, revogado pelo Decreto nº 5.039, de 07.04.2004 e posteriormente, pelo Decreto nº 8.987 de 2017 que está em vigência. Este último ratifica a criação e as atribuições do CMI. De acordo com ele, ao Centro compete: gerenciar os bens culturais pertencentes à FCRB, assegurando as melhores condições para sua expansão, guarda, preservação, tratamento técnico, divulgação e acesso;  estabelecer, no âmbito de sua competência, métodos e procedimentos para a gestão, em especial sobre as ações de preservação e restauração de acervos patrimoniais – museológico, arquivístico, bibliográfico, arquitetônico e ambiental– , assegurando referências técnicas e tecnológicas a partir de suas iniciativas; promover estudos, pesquisas, assessoramento, consultorias e eventos científicos culturais sobre análise, guarda, preservação e divulgação de bens culturais patrimoniais, no âmbito de sua competência; e desenvolver projetos e produtos para a promoção e renovação do acesso, divulgação e educação patrimonial, em sua área de atuação.
A partir de 2016, o CMI fortaleceu as ações voltadas para a difusão do acervo e das pesquisas realizadas por meio digital. Foram criados o Repositório de Informações Culturais(RUBI), o Periódico eletrônico Memória e Informação e o Blog do CMI.

### Arquivo-Museu de Literatura Brasileira
O Arquivo-Museu de Literatura Brasileira (AMLB) foi fundado em 1972. Sua criação era um desejo de Carlos Drummond de Andrade que fez um apelo em sua coluna no Jornal do Brasil em 11 de junho de 1972, em que manifestava a necessidade da criação de um Museu de Literatura visando preservar a memória literária. Através de conversas entre Carlos Drummond de Andrade e Plínio Doyle sobre essa necessidade, Doyle se encarregou de tocar a ideia da criação do Museu. A partir desse momento, Plínio Doyle passou a solicitar aos escritores que enviassem para a Casa de Rui Barbosa todo material relacionado com literatura, alegando a importância da necessidade de preservação dos documentos e objetos para história literária. O resultado desse pedido foi uma doação expressiva, que com apenas quinze dias de existência, já haviam sido doados mais de quinhentos documentos e objetos.
As doações foram ocorrendo mesmo antes da inauguração. Houve a chegada de 20 documentos do acervo Carlos Drummond de Andrade em 16 de dezembro de 1972. Ainda em neste ano, ocorreu a doação do arquivo do Thiers Martins Moreira, escritor carioca, professor universitário e advogado. Thiers havia estudado Direito com Plinio Doyle e Américo Lacombe, além de ter dirigido o Centro de Pesquisa da FCRB.
O Arquivo-Museu foi dirigido por Plínio Doyle desde sua fundação até 1990, quando teve que abrir mão do cargo, apesar disso continuou a participar das atividades do setor. Ao longo dos anos, o AMLB foi ganhando mais credibilidade, crescendo exponencialmente e firmou-se como um centro respeitável e sério, se tornando referência no Brasil e no exterior. Atualmente (2019), o AMLB conta com 147 arquivos privados de escritores brasileiros, além de uma grande coleção de documentos avulsos.
O Arquivo-Museu de Literatura Brasileira encontra-se aberto a consulta e visitação, recebendo pesquisadores de todo país e de diversas partes do mundo também.

### Museu Casa de Rui Barbosa
Considerado o primeiro museu-casa público do Brasil, criado pelo Decreto n.º 17.758, de 4 de abril de 1927 e inaugurado em 13 de agosto de 1930 pelo presidente Washington Luís.

### Núcleo de Preservação Arquitetônica (NPARQ)
O Núcleo de Preservação Arquitetônica (NPARQ) faz parte do Gabinete do Centro de Memória e Informação, e tem como principais atribuições estabelecer critérios, modalidade e tempo para ações de preservação do conjunto arquitetônico e paisagístico da FCRB, através de estudos e pesquisas científicas sobre materiais e processos de deterioração, seus tratamentos e conservação preventiva;Gerenciar o Plano de Conservação Preventiva, Manutenção e Monitoramento do Museu Casa de Rui Barbosa, inclusive processos de documentação; Propor, planejar, elaborar, gerenciar e fiscalizar projetos, obras e serviços de conservação/ restauração arquitetônica e paisagística do Museu Casa de Rui Barbosa.
Destacam-se entre as ações do NPARQ a restauração das superfícies arquitetônicas externas do Museu Casa de Rui Barbosa (2016/2017), a revitalização e restauração do Jardim Histórico da Casa de Rui Barbosa (2015/2016), coordenação e orientação de projeto de reforma das instalações elétricas do Museu Casa de Rui Barbosa (2017/2018).
O NPARQ organiza, desde 2015, a série de palestras "Perspectivas em Conservação Preventiva", com temática voltada para questões do patrimônio cultural. Este evento também é uma atividade do grupo de pesquisa do FCRB/ CNPq "Conservação Preventiva de Edifícios e Sítios Históricos", criado em 2012.

#### Plano de Conservação Preventiva, Manutenção e Monitoramento do Museu Casa de Rui Barbosa

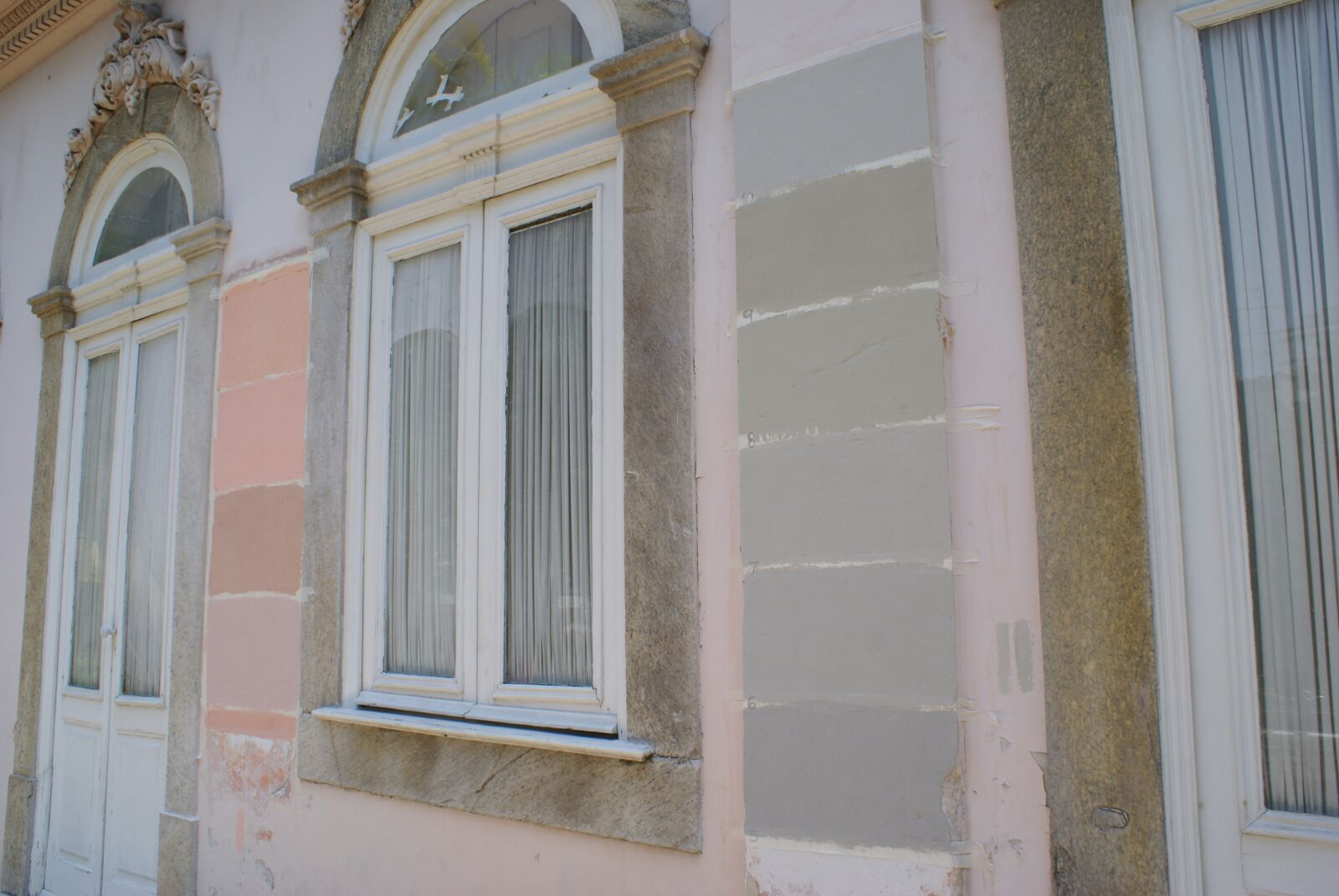
Testes de cor na fachada do Museu Casa de Rui Barbosa

A preservação do conjunto edificado do Museu Casa de Rui Barbosa é guiada por ações definidas por um Plano de Conservação Preventiva, Manutenção e Monitoramento, que considera o conjunto edificado, o jardim e  os acervos como um sistema. A abordagem preventiva está alinhada com os conceitos de sustentabilidade da preservação do Patrimônio Cultural, que tem entre os seus principais objetivos identificar as causas de deterioração, analisar riscos e definir estratégias de preservação, a partir de projetos e pesquisas aplicadas.
Para subsidiar as ações do Plano, foi criado um grupo de pesquisa em 2012, certificado pelo CNPq, intitulado Conservação Preventiva de edifícios e sítios históricos. As principais pesquisas desenvolvidas versam sobre a conservação programada das coberturas, a conservação/restauração das superfícies arquitetônicas, conservação programada do jardim e documentação para preservação. Os resultados estão disponíveis neste link.

### Serviço de Arquivo Histórico e Institucional
O Serviço de Arquivo Histórico e Institucional (SAHI) da Fundação Casa de Rui Barbosa é setor responsável por processar tecnicamente e franquear o acesso aos documentos arquivísticos pessoais e institucionais custodiados no setor. O principal arquivo pessoal é o Arquivo Rui Barbosa, acervo que é adquirido juntamente com a biblioteca no momento da compra da casa pelo governo federal da família de Ruy Barbosa, após o falecimento do mesmo. Além disso, esse aquivo é nominado no Registro Nacional do Brasil do Programa Memória do Mundo da UNESCO, o que confere e ratifica o grau de importância desse acervo para a memória do Brasil.
Outros arquivos pessoais compõem o acervo do setor. Eles são de titulares contemporâneos a Ruy Barbosa, pertencentes á sua época e ao contexto de fim do império à república velha. Essa linha de acervo foi ampliada para a aquisição de arquivos e coleção com importância para a  historiografia brasileira. Destacam-se os Arquivos de João Pandiá Calógeras, Ubaldino do Amaral e as Coleções Eduardo Prado, José Antunes R. de Oliveira Catramby, Família Barbosa de Oliveira e Lucia Sanson.
O SAHI também é responsável pela documentação produzida e recebida pela Fundação Casa de Rui Barbosa no desenvolver de suas atividades meio e finalísticas. Essa documentação é controlada por meio de um Programa de Gestão de Documentos em funcionamento desde 1989. Os instrumentos de gestão de documentos utilizados na FCRB são o Código de Classificação de Documentos, inserido na publicação "O Arquivo Histórico e Institucional da Fundação Casa de Rui Barbosa"O Arquivo Histórico e Institucional da Fundação Casa de Rui Barbosa e a Tabela de Temporalidade Temporalidade e destinação dos documentos arquivísticos da Fundação Casa de Rui Barbosa  O setor também é responsável por atividades de educação patrimonial em arquivos que compreendem mostras temáticas de documentos originais de acervos arquivísticos custodiados pelo setor com o objetivo de atrair a sociedade para os arquivos.
Destacam-se duas atividades de disponibilização de acervo à sociedade: o Banco Iconografia  e o sítio eletrônico Memória da Escravidão, Abolição e Pós Abolição.

### Serviço de Preservação (SEP)
O Serviço de Preservação é um dos serviços oferecidos pela Fundação Casa de Rui Barbosa (FCRB). As atividades de preservação, que contam com os Laboratórios de Conservação e Restauração de Documentos Gráficos (LACRE) e o Laboratório de Microfilmagem (LAMIC), vêm, desde 1978, assumindo sua missão de preservar, conservar e restaurar obras dos acervos documentais e bibliográficos, microfilmagem e digitalização da FCRB; propor e incentivar a formação de sistemas e treinamento na área da preservação, conservação e restauração em suporte papel; participar de estudos e projetos, tanto na área ministerial quanto em outros setores públicos ou privados, e, garantir a qualidade do nível operacional por meio do emprego de recursos tecnológicos e de métodos adotados nos maiores centros reconhecidos na área de sua atuação. É um centro de referência no campo em âmbito nacional.
Nos últimos anos, vem desenvolvendo pesquisas aplicadas com apoio de bolsistas, utilizando os acervos da instituição. Com isso, possibilita-se ter um conhecimento maior sobre os mesmos e condições de propor ações de preservação mais eficazes para sua salvaguarda.

#### Laboratório de Conservação e Restauração de Documentos Gráficos (LACRE)
O LACRE, implantado com o apoio da Finep - Financiadora de Estudos e Projetos -, deu início às suas atividades em janeiro de 1978, tendo como objetivos principais a preservação, conservação e restauração de acervos bibliográficos e de obras de arte sobre papel.
O Laboratório atua nas seguintes áreas: conservação; restauração; encadernação; restauro de encadernações raras; acondicionamento de materiais gráficos e outros sobre papel.
As atividades de restauração compreendem a pesquisa e a experimentação de técnicas e procedimentos aplicados no restauro de obras de arte e documentos raros. Esses trabalhos são desenvolvidos no laboratório da Fundação, sob a coordenação do Setor de Preservação, e envolvem também colaboradores externos segundo suas especialidades, bolsistas e estagiários. Com a intenção de registrar e divulgar os resultados alcançados, o Setor organiza relatórios e promove apresentações, palestras e participações em encontros especializados.

#### Laboratório de Microfilmagem (LAMIC)
O LAMIC, implantado em 1979 para atender ao Plano Nacional de Microfilmagem de Periódicos Brasileiros, tem como objetivos principais a preservação do acervo histórico e institucional da Fundação Casa de Rui Barbosa e a produção de reproduções fotográficas, para fins de segurança, através da reprodução em microfilme.
A partir de 2003, o LAMIC vem sendo acrescido de equipamentos de mídia digital, tendo sido implementado em 2017 o Núcleo de Digitalização, que tem por objetivo digitalizar a longo prazo todo o acervo documental da FCRB.

### Repositório Rui Barbosa de Informações Culturais
O Repositório Rui Barbosa de Informações Culturais (RUBI) é um projeto da Fundação Casa de Rui Barbosa (FCRB) disponibilizado no ano de 2016, resultado de um projeto de pesquisa desenvolvido por Ana Lígia Medeiros. Foi criado no intuito de dar maior visibilidade, em meio digital, aos acervos memoriais e institucionais da FCRB. A ferramenta também permite a visualização e divulgação dos acervos arquivísticos, bibliográficos e museológicos, e também a produção intelectual técnico-científica da FCRB, reunindo-as em meio digital e num único ponto de acesso.
O RUBI foi desenvolvido em DSpace, software de código-fonte aberto que permite o gerenciamento da produção científica em qualquer tipo de material digital.

### Bibliotecas
Compete a esse setor, do Centro de Memória e Informação, da Fundação Casa de Rui Barbosa[1], gerenciar os acervos bibliográficos que constituem a Biblioteca Rui Barbosa; Biblioteca São Clemente; e Biblioteca Infantojuvenil Maria Mazzetti. As bibliotecas apoiam os projetos desenvolvidos na instituição e atendem permanentemente ao público em geral, de acordo com as especificidades dos seus acervos. Destacam-se os acervos históricos, que contemplam as obras que pertenceram a Ruy Barbosa e a coleção Plínio Doyle. Da mesmo forma, ressalta-se a importância do acervo especializado em literatura infantojuvenil e literatura de cordel.

#### Biblioteca Rui Barbosa
Ruy Barbosa formou sua biblioteca ao longo de sua vida, como um instrumento de seu trabalho. Com a compra da propriedade, em 1924, pelo governo brasileiro[2], a biblioteca foi também adquirida, reunindo aproximadamente 23 mil títulos, em 37 mil volumes, sobre os mais variados ramos do conhecimento. Destacam-se as obras jurídicas, tais como constituições de diversos países, códigos e leis comerciais, civis, penais e processuais. Em 2007, foi publicado o catálogo impresso sobre esse acervo, cujas informações podem ser consultadas também no sistema de bases de dados.

#### Biblioteca São Clemente
Criada em 1929, além de acervo corrente (atualizado por meio de compras ou doações), é composta por coleções provenientes de bibliotecas privadas que pertenceram a personalidades da cultura brasileira, tendo destaque a coleção de livros e periódicos formada por Plínio Doyle e a coleção de folhetos de cordel. Esses cordéis foram inicialmente coletados em estudos, nos anos 1960, pelo Centro de Pesquisa, da Fundação.
A casa-museu possui muitos objetivos. É um patrimônio edificado e monumento histórico, mas também é um lugar de representação do mundo privado de seu proprietário e de sua família e é uma análise do modo de viver da aristocracia da época. A Fundação Casa de Rui Barbosa tem possibilidade de inserção na vida da época e conta sobre o tempo social na qual os habitantes viviam. Possui capacidade de compreensão do espaço social que sofre a influência de seu tempo histórico, da sociedade que estava inserida, suas modificações e modernizações que ocorreram ao longo do tempo. A Casa promove a possibilidade de perceber todas essas influências transformações. Outro objetivo importante da Fundação ao longo dos últimos anos, é a democratização do acesso à informação e à obras de importância, tornando a perpetuação de trabalhos, obras e livros mais fácil.
O papel principal da casa-museu como importante instituição de memória, preservação e divulgação de obras e acervos relacionados à literatura brasileira e outros estudos. O uso de seu acervo pela comunidade acadêmica é crescente e um indicador que permite avaliar a sua expressividade em relação às atividades realizadas pela Fundação.
As ações e atividades do museu são fundamentais para a preservação do patrimônio brasileiro e estabilizar e firmar a ideia de memória e identidade nacional. Além do objetivo de democratizar a educação e informação que a fundação conserva e produz.
Quanto a sua relevância como instituição de memória, há a necessidade de iniciativas que promovam a divulgação de seus acervos. Ações como exposições, projetos com viés educativo, cursos, etc. dentre outras importantes ações como na área de educação, artes e comunicação para a consolidação de referência da Fundação Casa de Rui Barbosa como uma instituição de memória, acervo e de produção acadêmica no Brasil.

## Lista de ex-presidentes
- Américo Jacobina Lacombe - 1966 a 1993[55]
- Lêdo Ivo - 1993 a 1995[50]
- Mário Brockmann Machado - 1995 a 2002[50]
- José Almino Alencar - 2003 a 2010[50]
- Wanderley Guilherme dos Santos - 2011 a 2013[50]
- Manolo Garcia Florentino - 2013 a 2015[50]
- Lia Calabre (historiadora) - 2015 a 2016[50]
- Marta de Senna (Doutora em literatura) - 2016 a 2018[56]
- Letícia Dornelles (Jornalista) - 2019 a 2022[57]
- Alexandre Santini (Gestor cultural) - 2023 - atual[58]